# Neognophomyia sparsiseta
Neognophomyia sparsiseta är en tvåvingeart som beskrevs av Alexander 1945. Neognophomyia sparsiseta ingår i släktet Neognophomyia och familjen småharkrankar.
Artens utbredningsområde är Peru. Inga underarter finns listade i Catalogue of Life.